# Ciudad de Guatemala

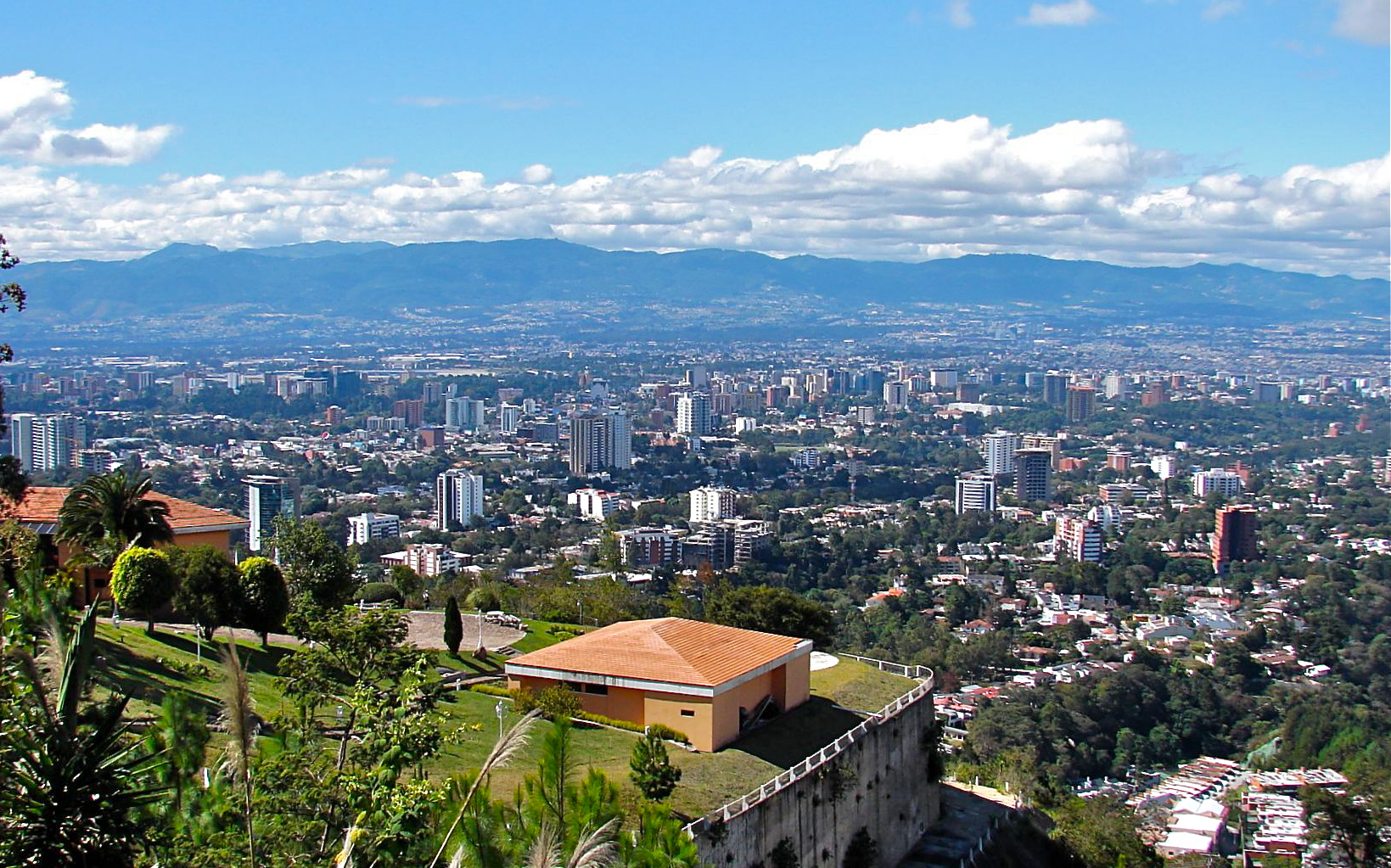
Ciudad de Guatemala

Ciudad de Guatemala este capitala Guatemalei. 

## Personalități născute aici
- Miguel Ángel Asturias (1899 - 1974), scriitor, laureat cu Premiul Nobel pentru Literatură;
- Alejandro Giammattei (n. 1956), politician, fost președinte al Guatemalei⁠(d);
- Oscar Isaac (n. 1979), actor american;
- Gaby Moreno (n. 1981), cântăreață;
- Adriana Ruano (n. 1995), trăgătoare de tir.

1. ↑  Se conmemora primera fundación de la ciudad de Guatemala (în spaniolă)